# Den Store Danske Encyklopædi
Den Store Danske Encyklopædi - Danmarks Nationalleksikon (også kaldet Nationalencyklopædien) er det seneste store leksikon i 20 bind (derudover 2 supplementsbind og 2 indeksbind), 24 bind i alt, på dansk, tidligere udgivet af Gyldendals datterselskab Danmarks Nationalleksikon, nu af moderselskabet Gyldendal. Encyklopædien indeholder mere end 161.000 artikler. Det første bind udkom i 1994, mens det andet og sidste supplementsbind udkom i 2006. Som alle andre leksika sigter værket efter at tilbyde større afhandlinger om centrale emner, suppleret med kortere, leksikale opslag. Encyklopædien drives nu med en bevilling fra finansloven af Lex.dk, som også sørger for at den opdateres og videreudvikles, i samarbejde med fagansvarlige forskere og videnskabsfolk. 

## Oversigt over den trykte udgave
| Bind            | Start               | Slut               | År   | ISBN          |
| --------------- | ------------------- | ------------------ | ---- | ------------- |
| 1               | A                   | Arnøy              | 1994 | 87-7789-001-9 |
| 2               | aroma               | binær-signal       | 1995 | 87-7789-003-5 |
| 3               | bio                 | Canberra           | 1995 | 87-7789-005-1 |
| 4               | cancan              | Daoguang           | 1996 | 87-7789-007-8 |
| 5               | daoisme             | ermol              | 1996 | 87-7789-009-4 |
| 6               | Erna                | fraktur            | 1996 | 87-7789-011-6 |
| 7               | Fram                | græsmåned          | 1997 | 87-7789-013-2 |
| 8               | græsning            | hoste              | 1997 | 87-7789-015-9 |
| 9               | hostie              | Janteloven         | 1997 | 87-7789-020-5 |
| 10              | Jantra              | knjaz              | 1998 | 87-7789-022-1 |
| 11              | knob                | Latimeria          | 1998 | 87-7789-024-8 |
| 12              | latin               | marsk              | 1998 | 87-7789-025-6 |
| 13              | marskal             | Napoca             | 1999 | 87-7789-027-2 |
| 14              | Napoleon            | Panaitios          | 1999 | 87-7789-029-9 |
| 15              | Panama              | Ranum              | 1999 | 87-7789-031-0 |
| 16              | ranunkel            | Schroeder          | 2000 | 87-7789-033-7 |
| 17              | Schrøder            | stambrøk           | 2000 | 87-7789-035-3 |
| 18              | stambøger           | terriere           | 2000 | 87-7789-039-6 |
| 19              | terrin              | vandreblok         | 2001 | 87-7789-041-8 |
| 20              | vandrebog           | Åver               | 2001 | 87-7789-043-4 |
| supplementsbind | Aardmann Animations | Åstrand, Christina | 2002 | 87-7789-126-0 |

## Bidragsydere
Ca. 4.000 eksperter medvirkede under ledelse af medlem af Dansk Sprognævn og professor i dansk sprog Jørn Lund. Encyklopædien udkom i 35.000 trykte eksemplarer, 50.000 cd-rom-udgaver og 35.000 dvd-udgaver.
Fra 25. februar 2009 blev encyklopædien udgivet på internettet under navnet Den Store Danske, men pr. 24. august 2017 blev redaktion og opdatering af indholdet indstillet og webstedet fastfrosset, så artikler og andet indhold forblev tilgængeligt i den form, der var gældende ved redaktionens afslutning.

Den Store Danske bliver fra efteråret 2020 opdateret af Foreningen Lex.dk 

## Digitale udgivelser
Værket er udgivet i elektronisk form på cd-rom til Microsoft Windows i 2004 og til Mac i 2005.
En internet-udgave udkom 3. november 2006 med betegnelsen Gyldendals Online Leksikon. Denne udgave indeholdt desuden materiale fra Gyldendals Leksikon i tre bind fra 2002 og Gyldendals Etbindsleksikon fra 2003. Gyldendals Online Leksikon indeholdt ca. 250.000 artikler. Brugen af leksikonet var gratis i 7 dage, derefter krævedes årlig betaling for adgangen.

### Den Store Danske
Fra 25. februar 2009 er internet-udgaven blevet gratis for alle under navnet Den Store Danske på hjemmesiden denstoredanske.dk. Denne internet-encyklopædi giver brugerne mulighed for at supplere med artikler og redigeringer, og det er endvidere muligt for alle at trække indhold fra encyklopædien vha. en API. Der er tilknyttet fastansatte redaktører og eksperter til internet-encyklopædien for at sikre, at indholdet er korrekt. Alle redigeringer og nye artikler i Den Store Danske bliver efterset og verificeret af redaktørerne og eksperterne. Redigeringsfunktionen af artikler er gjort brugervenlig med en grafisk brugeroverflade, WYSIWYG. I begyndelsen af 2011 omfattede Den Store Danske ca. 170.000 artikler. I 2017 var antallet af artikler steget til over 194.000. Over 100.000 danskere bruger dagligt Den Store Danske, og Den Store Danske er blandt de 20 mest besøgte danske hjemmesider. Den Store Danske er så nøjagtig, at uddannelsesinstitutioner har godkendt hjemmesiden som referenceværk i studerendes opgaver.
Udover encyklopædien indeholder Den Store Danske følgende ti værker, der ligeledes er frit tilgængelige på hjemmesiden:
- Danmarks Oldtid, 2. udgave, 2006
- Dansk Biografisk Leksikon, 3. udgave, 1979-1984
- Dansk litteraturs historie, 2006-2009
- Dansk Pattedyratlas, 2007
- Gyldendal og Politikens Danmarkshistorie, 2. udgave, 2002-2005
- Gyldendals leksikon om Nordisk Mytologi, 2. udgave, 2009
- Gyldendals Teaterleksikon, 2007
- Historien om børnelitteratur – dansk børnelitteratur gennem 400 år, 2006
- Naturen i Danmark, 2006-2013
- Symbolleksikon, 2009

I en 2017 meddelte Gyldendals direktør, at Den Store Danske lukkes, fordi det var for dyrt for Gyldendal at administrere encyklopædien. I 2020, blev den dog åbnet igen og drives nu af foreningen Lex.dk som på sin online portal integrerer flere store danske leksika: Den Store Danske, Trap Danmark og en række specialværker som Dansk Biografisk Leksikon, Dansk Kvindebiografisk Leksikon, Danmarks Oldtid, Danmarkshistorien, Gyldendals Teaterleksikon, Symbolleksikon og Historien om Børnelitteratur.Lex.dk er med flere end 230.000 artikler og ca. 2 mio. månedlige besøg Danmarks største site for forskningsformidling.

## Ophavsret
De oprindelige artikler i Den Store Danske må kun bruges privat. De må således ikke distribueres eller anvendes kommercielt.
Nye artikler i Den Store Danske (skrevet af brugere) kan gratis benyttes, men man skal dog kreditere forfatteren og Gyldendal. Benyttes materialet digitalt/elektronisk, skal man henvise til kilden med et dybt link.
Den Store Danske  er i øvrigt beskyttet i henhold til ophavsretsloven og tilhører Gyldendal.